# Byttneria atrata
Byttneria atrata là một loài thực vật có hoa trong họ Cẩm quỳ. Loài này được Bullock mô tả khoa học đầu tiên năm 1936.